# Lista de episódios de The Noite com Danilo Gentili (1.ª temporada)
Esta lista contém os episódios da primeira temporada do late-night talk show The Noite com Danilo Gentili, exibidos pelo SBT entre 10 de março de 2014 e 2 de janeiro de 2015.

## 2014

### Março
| N.º | Data de exibição    | Convidado(s)                                                    |
| --- | ------------------- | --------------------------------------------------------------- |
| 1 | 10 de março de 2014 | Fábio Porchat                                                   |
| No episódio de estreia, que contou com o ator e comediante Fábio Porchat como principal convidado, Danilo Gentili e o restante do elenco, teatralmente, viajam por diversos programas do SBT até encontrarem seu estúdio. Em seguida, Gentili então apresenta ao público seu novo programa, o qual ainda teve um memorável musical e as participações especiais de Alexandre Porpetone, Eliana, Marquito e Roque, além de uma entrevista para escolher seus estagiários. Convidados fictícios do episódio: Os caras da área VIP.                                                                                     |                     |                                                                 |
| Observação: Audiência: 6,1 pontos de média - 7,5 pontos de pico |                     |                                                                 |
| |                     |                                                                 |
| 2 | 11 de março de 2014 | Dulce María                                                     |
| O segundo dia da atração teve a estreia do quadro Povo Fala, e Gentili, em seu monólogo, leu notícias relacionadas à sua estreia, tendo como convidada principal a cantora mexicana Dulce Maria, além de Lívia Andrade, que teve uma participação no pub do programa para falar sobre o assédio sofrido pelas mulheres nas ruas e assistir a um experimento feito nas ruas pelo comediante do elenco Murilo Couto. Convidado fictício do episódio: O cara que odeia ser filmado. |                     |                                                                 |
| Observação: Audiência: 5,7 pontos de média - 7,3 pontos de pico |                     |                                                                 |
| |                     |                                                                 |
| 3 | 12 de março de 2014 | Rachel Sheherazade                                              |
| Em sua terceira edição, com as estreias dos quadros O Homem do QI 200 e O Mestre Mandou, o programa teve como convidada principal a jornalista Rachel Sheherazade. Além disso, contou com uma esquete satirizando datas comemorativas inúteis, tendo representado, desta vez, o Dia do Bibliotecário. Convidado fictício do episódio: O cara que ainda dança Harlem Shake. Convidado do O Mestre Mandou: Daniel Duncan |                     |                                                                 |
| Observação: Audiência: 6,8 pontos de média - 9,7 pontos de pico |                     |                                                                 |
| |                     |                                                                 |
| 4 | 13 de março de 2014 | Palmirinha                                                      |
| No quarto episódio do programa, além das estreias dos quadros Leite Show e Mini Léo Lins, que satiriza o comediante do elenco Léo Lins, ocorreu também a estreia do Rodada da Noite, uma evolução do antigo quadro Mesa Vermelha. A atração teve como entrevistada a apresentadora Palmirinha. Convidadas fictícias do episódio: As meninas que se juntam pra tirar foto. Convidados do Rodada da Noite: Victor Camejo, Alexandre Paim, Daniel Duncan |                     |                                                                 |
| Observação: Audiência: 5,9 pontos de média - 7,4 pontos de pico |                     |                                                                 |
| |                     |                                                                 |
| 5 | 14 de março de 2014 | Rey Biannchi, Alexandre Porpetone, Lívia Andrade, Thomaz Rafael |
| A quinta edição do talk show recebeu o elenco do programa Arena SBT e o músico e humorista Rey Biannchi, que relembrou o censurado especial de natal do antigo programa de Gentili e falou sobre sua carreira. Foi também o primeiro episódio com duas sessões de entrevistas. Convidado fictício do episódio: O cara que é sempre o primeiro a puxar palmas. |                     |                                                                 |
| Observação: Audiência: 5,5 pontos de média - 6,9 pontos de pico |                     |                                                                 |
| |                     |                                                                 |
| 6 | 17 de março de 2014 | Patrícia Abravanel                                              |
| Em seu sexto dia de exibição, Danilo, comicamente, mostra páginas da "Cartilha do tio Satã", um livro didático "orientado para adoração do demônio", e logo depois, entrevista Patrícia Abravanel, filha do dono da emissora que transmite a atração. O programa também teve as estreias dos quadros Desenhos do Danilo e Cyberbullying. Convidados fictícios do episódio: Os disléxicos do ABC. |                     |                                                                 |
| Observação: Audiência: 5,8 pontos de média - 7,6 pontos de pico |                     |                                                                 |
| |                     |                                                                 |
| 7 | 18 de março de 2014 | Fred Melo Paiva, Paulo Goulart Filho                            |
| O sétimo programa teve como entrevistado o jornalista Fred Melo Paiva, que durante sua conversa, em alusão à série na qual participa, foi comicamente desafiado por Léo Lins e Murilo Couto. Gentili também recebeu Paulo Goulart Filho, o qual, entre outros assuntos, falou sobre a morte de seu pai, Paulo Goulart. Convidado fictício do episódio: O cara que acabou de aprender o solo de "Que País É Este". |                     |                                                                 |
| Observação: Audiência: 5,3 pontos de média - 6,5 pontos de pico |                     |                                                                 |
| |                     |                                                                 |
| 8 | 19 de março de 2014 | Jorge Kajuru                                                    |
| No oitavo episódio do talk show, Danilo Gentili recebeu o jornalista e apresentador Jorge Kajuru, que deu uma polêmica e divertida entrevista para o comediante ao falar de sua carreira e de sua vida pessoal. Além disso, o programa exibiu o quadro O Mestre Mandou, que teve a assistente de palco da atração como convidada desta vez. Convidado fictício do episódio: O filho do Mingau. Convidada do O Mestre Mandou: Juliana Oliveira |                     |                                                                 |
| Observação: Audiência: 6,2 pontos de média - 8,4 pontos de pico |                     |                                                                 |
| |                     |                                                                 |
| 9 | 20 de março de 2014 | MC Nego do Borel                                                |
| Em seu nono dia no comando do talk show, Danilo entrevistou o cantor Leno Maycon, e contou também com a participação especial de Matheus Ueta e Ana Vitória Zimmermann, do Bom Dia & Companhia, que colaboraram para uma esquete da atração onde ambos recebem um presente do garotinho que se "enfureceu" com Murilo Couto. O programa ainda apresentou a segunda Rodada da Noite, a qual teve Gil Brother, o Away de Petrópolis, como convidado. Convidado fictício do episódio: O cara que nunca consegue puxar a Ola. Convidado do Rodada da Noite: Gil Brother                                                  |                     |                                                                 |
| Observação: Audiência: 6,0 pontos de média - 8,1 pontos de pico |                     |                                                                 |
| |                     |                                                                 |
| 10 | 21 de março de 2014 | Gabriel Neves, Ted Kaput                                        |
| O décimo episódio do programa teve como entrevistados Gabriel Neves, um deficiente visual que é campeão de videogame, e Ted Kaput, o apresentador de talk show mais trash do Brasil. Na edição, ocorreu também a estreia do quadro Os Recordes Mais Incríveis do Mundo, o qual satiriza recordes mundiais de pouca importância. Convidada fictícia do episódio: A menina do "O Chamado". |                     |                                                                 |
| Observação: Audiência: 5,4 pontos de média - 6,7 pontos de pico |                     |                                                                 |
| |                     |                                                                 |
| 11 | 24 de março de 2014 | Sérgio Mallandro                                                |
| No programa, após comicamente parabenizar o locutor da atração Diguinho Coruja pelo nascimento de sua filha, Danilo recebeu o humorista Sérgio Mallandro, um dos grandes ícones dos anos 80, para uma divertida e memorável entrevista, que contou até com o macaco do quadro Porta dos Desesperados, do Oradukapeta, e um "festival de ovadas". Convidado fictício do episódio: O cara que nunca sabe se é com ele ou não. |                     |                                                                 |
| Observação: Audiência: 3,9 pontos de média - 6,3 pontos de pico |                     |                                                                 |
| |                     |                                                                 |
| 12 | 25 de março de 2014 | Márcio Victor                                                   |
| A décima segunda edição da atração teve como entrevistado o cantor Márcio Victor, da banda Psirico, que comentou o sucesso do hit "Lepo, Lepo" e falou sobre sua carreira. No programa, Danilo também apresentou o "coveiro gato" e o "catador de papelão gato", os quais são uma referência à foto do "segurança gato", que fez sucesso nas redes sociais. Além disso, em uma esquete, Murilo Couto, Juliana e Diguinho participam de um campeonato de taco no município de Mauá. Convidado fictício do episódio: Aryto Ledo.                                                                                       |                     |                                                                 |
| Observação: Audiência: 6,1 pontos de média - 8,6 pontos de pico |                     |                                                                 |
| |                     |                                                                 |
| 13 | 26 de março de 2014 | Anderson Silva, Bob Júnior                                      |
| No episódio, que recebeu o lutador de MMA Anderson Silva e o wrestler brasileiro Bob Júnior, Danilo Gentili e Murilo Couto participam de uma animada luta de wrestling em um ringue montado no palco da atração, a qual foi comentada pelo Spider e narrada pelo locutor Diguinho Coruja. O programa ainda fez uma "homenagem" ao falecido gato de Gentili. Convidado fictício do episódio: O cara que vestiu a camisa ao contrário. |                     |                                                                 |
| Observação: Audiência: 6,6 pontos de média - 9,0 pontos de pico |                     |                                                                 |
| |                     |                                                                 |
| 14 | 27 de março de 2014 | Sérgio Loroza                                                   |
| Em seu décimo quarto programa, Gentili lança o "Álbum de figuraças da Copa", o qual, ironizando o álbum lançado pela Panini, junta todas as notícias e outros acontecimentos negativos da Copa do Mundo de 2014 em forma de figurinha. Em seguida, o apresentador entrevista o ator e cantor Sérgio Loroza, que logo depois disputa uma partida de pebolim com Danilo. O programa contou também com a Rodada da Noite e uma aparição do "gato zumbi" de Gentili. Convidados fictícios do episódio: Os malas do comercial de pasta de dente. Convidados do Rodada da Noite: Diogo Portugal, Rogerio Morgado, Jeffinho |                     |                                                                 |
| Observação: Audiência: 6,3 pontos de média - 8,3 pontos de pico |                     |                                                                 |
| |                     |                                                                 |
| 15 | 28 de março de 2014 | César Menotti & Fabiano                                         |
| O décimo quinto programa teve como principais convidados a dupla sertaneja César Menotti & Fabiano, que durante a entrevista, assistiram a uma esquete satirizando uma cena do filme "2 Filhos de Francisco", a qual colocava ambos como estrelas desta vez. A atração teve também a participação de David Rios, nomeado o melhor barman do mundo, no pub do programa. Convidado fictício do episódio: O turista que se perdeu. |                     |                                                                 |
| Observação: Audiência: 6,2 pontos de média - 8,5 pontos de pico |                     |                                                                 |
| |                     |                                                                 |
| 16 | 31 de março de 2014 | Silas Malafaia                                                  |
| O programa contou com o pastor Silas Malafaia como entrevistado, que falou sobre diversos temas polêmicos e assistiu a uma apresentação na qual Murilo Couto e Juliana satirizam os evangélicos. A edição ainda teve o primeiro capítulo de uma esquete onde Murilo Couto leva Diguinho Coruja a um curso de pais de primeira viagem. Convidado fictício do episódio: O flanelinha que cuida da plateia. |                     |                                                                 |
| Observação: Audiência: 4,5 pontos de média - 7,1 pontos de pico |                     |                                                                 |
| |                     |                                                                 |

### Abril
| N.º | Data de exibição    | Convidado(s)                     |
| --- | ------------------- | -------------------------------- |
| 17 | 1 de abril de 2014  | Cabeção & Dino Boyer             |
| O primeiro programa do mês de abril teve como entrevistado o ator e cantor Sérgio Hondjakoff, conhecido por ter atuado na novela Malhação, além de Dino Boyer, parceiro de Sérgio no cenário musical. O episódio mostrou também um telefonema em que Mourão Filho dá um "golpe" em João Goulart e uma matéria na qual Murilo Couto visita a feira erótica Erótika Fair. Convidado fictício do episódio: O anão que não está no Pânico. |                     |                                  |
| Observação: Audiência: 4,4 pontos de média - 6,9 pontos de pico |                     |                                  |
| |                     |                                  |
| 18 | 2 de abril de 2014  | Rionegro & Solimões              |
| No programa, Gentili recebeu a dupla sertaneja Rionegro & Solimões, que comemora 25 anos de carreira, e brincou com a baixa estatura de Solimões ao dar-lhe uma pequena mesa para apresentar o talk show. O episódio contou também com mais uma edição do quadro O Mestre Mandou. Convidado fictício do episódio: O cara que perdeu alguma coisa na plateia. Convidado do O Mestre Mandou: Marcos Kleine                               |                     |                                  |
| Observação: Audiência: 5,1 pontos de média - 7,2 pontos de pico |                     |                                  |
| |                     |                                  |
| 19 | 3 de abril de 2014  | Banda Calypso                    |
| Murilo Couto, Diguinho Coruja, Bacalhau e Danilo Gentili participam de um concurso de air guitar. Convidados do Rodada da Noite: Paulo Vieira, Thiago Carmona |                     |                                  |
| Observação: Audiência: 5,6 pontos de média - 7,8 pontos de pico |                     |                                  |
| |                     |                                  |
| 20 | 4 de abril de 2014  | Roberta Miranda                  |
| Diguinho Coruja e Mingau são pesados para saber quem leva o cinturão de "Gordo oficial do programa". |                     |                                  |
| Observação: Audiência: 5,2 pontos de média - 7,7 pontos de pico |                     |                                  |
| |                     |                                  |
| 21 | 7 de abril de 2014  | Carlos Alberto da Silva          |
| Carlinhos Silva e a "banha do André Marques" disputam um duelo de DJs no palco da atração. |                     |                                  |
| Observação: Audiência: 6,0 pontos de média - 8,0 pontos de pico |                     |                                  |
| |                     |                                  |
| 22 | 8 de abril de 2014  | Jéssica Andrade, Alexandre Abrão |
| Jéssica Andrade ensina a como se defender de encochadores. |                     |                                  |
| Observação: Audiência: 5,5 pontos de média - 7,2 pontos de pico |                     |                                  |
| |                     |                                  |
| 23 | 9 de abril de 2014  | David Brazil                     |
| Estreia do quadro Pegunte ao Criolo. Convidado do O Mestre Mandou: Mingau |                     |                                  |
| Observação: Audiência: 6,4 pontos de média - 8,7 pontos de pico |                     |                                  |
| |                     |                                  |
| 24 | 10 de abril de 2014 | Luisa Mell                       |
| Danilo Gentili adota um cachorrinho durante o programa, e humoristas aprontam uma pegadinha com Léo Lins no Japão. Convidados do Rodada da Noite: Luiz França, Gus Fernandes |                     |                                  |
| Observação: Audiência: 5,7 pontos de média - 8,6 pontos de pico |                     |                                  |
| |                     |                                  |
| 25 | 11 de abril de 2014 | Velhas Virgens                   |
| Paulão reencontra o elenco do programa Fantasia, e Léo Lins mostra matérias feitas no Japão. Além disso, Roberto Cabrini faz uma reportagem cômica falando sobre Diguinho Coruja. |                     |                                  |
| Observação: Audiência: 4,9 pontos de média - 7,0 pontos de pico |                     |                                  |
| |                     |                                  |
| 26 | 14 de abril de 2014 | Fafá de Belém                    |
| Murilo Couto e Léo Lins tentam arrancar a maior risada de Fafá, e nova abertura comemora um mês de programa. |                     |                                  |
| Observação: Audiência: 5,1 pontos de média - 7,4 pontos de pico |                     |                                  |
| |                     |                                  |
| 27 | 15 de abril de 2014 | Ricardo Geromel, Hungria Hip Hop |
| Danilo homenageia o dia mundial do desenhista. |                     |                                  |
| Observação: Audiência: 4,3 pontos de média - 6,8 pontos de pico |                     |                                  |
| |                     |                                  |
| 28 | 16 de abril de 2014 | Elza Soares                      |
| Elza ganha um gigantesco plástico bolha de presente, e mais aventuras de Léo Lins no Japão são exibidas. O humorista também traz estilos de jogos televisivos japoneses bizarros para serem reproduzidos no palco da atração. |                     |                                  |
| Observação: Audiência: 4,7 pontos de média - 6,1 pontos de pico |                     |                                  |
| |                     |                                  |
| 29 | 17 de abril de 2014 | Fernandinho Beat Box             |
| Convidados do Rodada da Noite: Zé Neves, Thiago Ventura |                     |                                  |
| Observação: Audiência: 6,3 pontos de média - 8,9 pontos de pico |                     |                                  |
| |                     |                                  |
| 30 | 18 de abril de 2014 | Léo Santana                      |
| Programa exibe teaser da sitcom "RoomMates - Colegas de Apartamento", estrelada pela "banha do André Marques", além do filme de terror "Cápsula 19". E ainda: Diguinho veste-se de Léo Santana, e Léo Lins mostra uma matéria nas ruas de Tóquio. |                     |                                  |
| Observação: Audiência: 5,5 pontos de média - 7,6 pontos de pico |                     |                                  |
| |                     |                                  |
| 31 | 21 de abril de 2014 | Fernanda Takai                   |
| [ 31 ] |                     |                                  |
| Observação: Audiência: 5,3 pontos de média - 7,3 pontos de pico |                     |                                  |
| |                     |                                  |
| 32 | 22 de abril de 2014 | Paulo Soares, Antero Greco       |
| [ 32 ] |                     |                                  |
| Observação: Audiência: 5,3 pontos de média - 7,1 pontos de pico |                     |                                  |
| |                     |                                  |
| 33 | 23 de abril de 2014 | Carol Portaluppi                 |
| Estreia da sitcom "RoomMates - Colegas de Apartamento". Convidado do O Mestre Mandou: André Costa (Jamal) |                     |                                  |
| Observação: Audiência: 5,7 pontos de média - 8,0 pontos de pico |                     |                                  |
| |                     |                                  |
| 34 | 24 de abril de 2014 | Corona                           |
| Convidados do Rodada da Noite: Renato Tortorelli, André Santi, Mhel Marrer |                     |                                  |
| Observação: Audiência: 6,4 pontos de média - 9,1 pontos de pico |                     |                                  |
| |                     |                                  |
| 35 | 25 de abril de 2014 | Bella Falconi, Banda Uó          |
| [ 35 ] |                     |                                  |
| Observação: Audiência: 4,2 pontos de média - 6,9 pontos de pico |                     |                                  |
| |                     |                                  |
| 36 | 28 de abril de 2014 | Otávio Mesquita                  |
| [ 36 ] |                     |                                  |
| Observação: Audiência: 5,0 pontos de média - 7,6 pontos de pico |                     |                                  |
| |                     |                                  |
| 37 | 29 de abril de 2014 | Rebecca da Costa                 |
| [ 37 ] |                     |                                  |
| Observação: Audiência: 4,8 pontos de média - 6,7 pontos de pico |                     |                                  |
| |                     |                                  |
| 38 | 30 de abril de 2014 | Dr. Rey                          |
| [ 38 ] |                     |                                  |
| Observação: Audiência: 6,5 pontos de média - 8,3 pontos de pico |                     |                                  |
| |                     |                                  |

### Maio
| N.º                                                                                       | Data de exibição   | Convidado(s)                                                                             |
| ----------------------------------------------------------------------------------------- | ------------------ | ---------------------------------------------------------------------------------------- |
| 39                                                                                        | 1 de maio de 2014  | Jean Paulo Campos                                                                        |
| Convidados do Rodada da Noite: Victor Camejo, Davi Mansour, Osmar Campbell, Rominho Braga |                    |                                                                                          |
| Observação: Audiência: 6,8 pontos de média - 8,6 pontos de pico                           |                    |                                                                                          |
|                                                                                           |                    |                                                                                          |
| 40                                                                                        | 2 de maio de 2014  | Buchecha                                                                                 |
| [ 40 ]                                                                                    |                    |                                                                                          |
| Observação: Audiência: 4,7 pontos de média - 6,2 pontos de pico                           |                    |                                                                                          |
|                                                                                           |                    |                                                                                          |
| 41                                                                                        | 5 de maio de 2014  | Ana Paula Padrão                                                                         |
| [ 41 ]                                                                                    |                    |                                                                                          |
| Observação: Audiência: 4,1 pontos de média - 5,9 pontos de pico                           |                    |                                                                                          |
|                                                                                           |                    |                                                                                          |
| 42                                                                                        | 6 de maio de 2014  | Lea DeLaria, Nany People                                                                 |
| [ 42 ]                                                                                    |                    |                                                                                          |
| Observação: Audiência: 5,0 pontos de média - 6,5 pontos de pico                           |                    |                                                                                          |
|                                                                                           |                    |                                                                                          |
| 43                                                                                        | 7 de maio de 2014  | Thammy Miranda                                                                           |
| Convidados do O Mestre Mandou: Mingau, Juliana Oliveira                                   |                    |                                                                                          |
| Observação: Audiência: 5,8 pontos de média - 7,7 pontos de pico                           |                    |                                                                                          |
|                                                                                           |                    |                                                                                          |
| 44                                                                                        | 8 de maio de 2014  | Luciano Amaral                                                                           |
| Convidados do Rodada da Noite: Nil Agra, Fábio Gueré, Rogério Vilela                      |                    |                                                                                          |
| Observação: Audiência: 6,2 pontos de média - 7,9 pontos de pico                           |                    |                                                                                          |
|                                                                                           |                    |                                                                                          |
| 45                                                                                        | 9 de maio de 2014  | Sarah Oliveira                                                                           |
| [ 45 ]                                                                                    |                    |                                                                                          |
| Observação: Audiência: 4,6 pontos de média - 6,0 pontos de pico                           |                    |                                                                                          |
|                                                                                           |                    |                                                                                          |
| 46                                                                                        | 12 de maio de 2014 | Juca Chaves                                                                              |
| [ 46 ]                                                                                    |                    |                                                                                          |
| Observação: Audiência: 4,7 pontos de média - 5,8 pontos de pico                           |                    |                                                                                          |
|                                                                                           |                    |                                                                                          |
| 47                                                                                        | 13 de maio de 2014 | Ricardo Alexandre Ferreira                                                               |
| [ 47 ]                                                                                    |                    |                                                                                          |
| Observação: Audiência: 4,3 pontos de média - 5,3 pontos de pico                           |                    |                                                                                          |
|                                                                                           |                    |                                                                                          |
| 48                                                                                        | 14 de maio de 2014 | Édgar Vivar                                                                              |
| Convidado do O Mestre Mandou: Diguinho Coruja                                             |                    |                                                                                          |
| Observação: Audiência: 5,3 pontos de média - 6,9 pontos de pico                           |                    |                                                                                          |
|                                                                                           |                    |                                                                                          |
| 49                                                                                        | 15 de maio de 2014 | Carlos Alberto de Nóbrega                                                                |
| [ 49 ]                                                                                    |                    |                                                                                          |
| Observação: Audiência: 6,5 pontos de média - 8,1 pontos de pico                           |                    |                                                                                          |
|                                                                                           |                    |                                                                                          |
| 50                                                                                        | 16 de maio de 2014 | Raimundos, Max Trombini                                                                  |
| [ 50 ]                                                                                    |                    |                                                                                          |
| Observação: Audiência: 4,6 pontos de média - 7,3 pontos de pico                           |                    |                                                                                          |
|                                                                                           |                    |                                                                                          |
| 51                                                                                        | 19 de maio de 2014 | Agnaldo Rayol                                                                            |
| [ 51 ]                                                                                    |                    |                                                                                          |
| Observação: Audiência: 4,7 pontos de média - 6,5 pontos de pico                           |                    |                                                                                          |
|                                                                                           |                    |                                                                                          |
| 52                                                                                        | 20 de maio de 2014 | Geraldo Magela, Latino                                                                   |
| [ 52 ]                                                                                    |                    |                                                                                          |
| Observação: Audiência: 5,1 pontos de média - 7,2 pontos de pico                           |                    |                                                                                          |
|                                                                                           |                    |                                                                                          |
| 53                                                                                        | 21 de maio de 2014 | James McAvoy, Patrick Stewart                                                            |
| Convidados do O Mestre Mandou: Juliana Oliveira, Diguinho Coruja                          |                    |                                                                                          |
| Observação: Audiência: 5,4 pontos de média - 7,7 pontos de pico                           |                    |                                                                                          |
|                                                                                           |                    |                                                                                          |
| 54                                                                                        | 22 de maio de 2014 | Sandy                                                                                    |
| Convidados do Rodada da Noite: Daniel Pinheiro, Dinho Machado, Rafael Marinho             |                    |                                                                                          |
| Observação: Audiência: 6,2 pontos de média - 7,8 pontos de pico                           |                    |                                                                                          |
|                                                                                           |                    |                                                                                          |
| 55                                                                                        | 23 de maio de 2014 | Deive Pazos, Érico Borgo, Thiago Borbs, Nadiajda Ferreira, Marcos Castro, Matheus Castro |
| Especial do Dia do Orgulho Nerd                                                           |                    |                                                                                          |
| Observação: Audiência: 5,1 pontos de média                                                |                    |                                                                                          |
|                                                                                           |                    |                                                                                          |
| 56                                                                                        | 26 de maio de 2014 | Marcelo de Carvalho                                                                      |
| [ 56 ]                                                                                    |                    |                                                                                          |
|                                                                                           |                    |                                                                                          |
|                                                                                           |                    |                                                                                          |
| 57                                                                                        | 27 de maio de 2014 | Alexandre Frota, Nadja Haddad                                                            |
| [ 57 ]                                                                                    |                    |                                                                                          |
|                                                                                           |                    |                                                                                          |
|                                                                                           |                    |                                                                                          |
| 58                                                                                        | 28 de maio de 2014 | Rafael Cortez                                                                            |
| [ 58 ]                                                                                    |                    |                                                                                          |
|                                                                                           |                    |                                                                                          |
|                                                                                           |                    |                                                                                          |
| 59                                                                                        | 29 de maio de 2014 | Lucas Lucco                                                                              |
| Convidados do Rodada da Noite: Zé Neves, Rominho Braga, Victor Ahmar                      |                    |                                                                                          |
|                                                                                           |                    |                                                                                          |
|                                                                                           |                    |                                                                                          |
| 60                                                                                        | 30 de maio de 2014 | Harmonia do Samba                                                                        |
| [ 60 ]                                                                                    |                    |                                                                                          |
|                                                                                           |                    |                                                                                          |
|                                                                                           |                    |                                                                                          |

### Junho
| N.º | Data de exibição    | Convidado(s)                                          |
| --- | ------------------- | ----------------------------------------------------- |
| 61 | 2 de junho de 2014  | Marcos Lord                                           |
| |                     |                                                       |
| |                     |                                                       |
| |                     |                                                       |
| 62 | 3 de junho de 2014  | Paulo Barboza                                         |
| [ 61 ] |                     |                                                       |
| |                     |                                                       |
| |                     |                                                       |
| 63 | 4 de junho de 2014  | MC Ludmilla                                           |
| Convidados do O Mestre Mandou: Diguinho Coruja, Juliana Oliveira                                                 |                     |                                                       |
| |                     |                                                       |
| |                     |                                                       |
| 64 | 5 de junho de 2014  | Marcos Oliver                                         |
| Convidados do Rodada da Noite: Rodrigo Capella, Gustavo Martins, Gabe Cieli                                      |                     |                                                       |
| |                     |                                                       |
| |                     |                                                       |
| 65 | 6 de junho de 2014  | Fernanda Colombo Uliana                               |
| Estreia do quadro Vamos falar de coisa boa.                                                                      |                     |                                                       |
| |                     |                                                       |
| |                     |                                                       |
| 66 | 9 de junho de 2014  | Cátia Fonseca                                         |
| [ 65 ] |                     |                                                       |
| |                     |                                                       |
| |                     |                                                       |
| 67 | 10 de junho de 2014 | Marcelo Duarte, Sky Ferreira                          |
| [ 66 ] |                     |                                                       |
| |                     |                                                       |
| |                     |                                                       |
| 68 | 11 de junho de 2014 | Daniel Madeira                                        |
| Especial do Dia dos Namorados                                                                                    |                     |                                                       |
| |                     |                                                       |
| |                     |                                                       |
| 69 | 12 de junho de 2014 | Jaime Camil                                           |
| Estreia do quadro Lendas da Copa. Convidados do Rodada da Noite: Renato Tortorelli, Davi Mansour, Thiago Ventura |                     |                                                       |
| |                     |                                                       |
| |                     |                                                       |
| 70 | 13 de junho de 2014 | Luiza Possi, Márcio Américo                           |
| |                     |                                                       |
| |                     |                                                       |
| |                     |                                                       |
| 71 | 16 de junho de 2014 | Álvaro Garnero                                        |
| |                     |                                                       |
| |                     |                                                       |
| |                     |                                                       |
| 72 | 17 de junho de 2014 | João Wainer, Oba Oba Samba House                      |
| [ 69 ] |                     |                                                       |
| |                     |                                                       |
| |                     |                                                       |
| 73 | 18 de junho de 2014 | Marcelo Nascimento da Rocha, Eliana                   |
| [ 70 ] |                     |                                                       |
| |                     |                                                       |
| |                     |                                                       |
| 74 | 19 de junho de 2014 | Silvio Luiz, The Dollar Bills                         |
| Convidados do Rodada da Noite: Patrick Maia, Rogerio Morgado, Diogo Portugal                                     |                     |                                                       |
| |                     |                                                       |
| |                     |                                                       |
| 75 | 20 de junho de 2014 | Fatboy Slim, Milene Domingues                         |
| [ 72 ] |                     |                                                       |
| |                     |                                                       |
| |                     |                                                       |
| 76 | 23 de junho de 2014 | Caio Fábio                                            |
| |                     |                                                       |
| |                     |                                                       |
| |                     |                                                       |
| 77 | 24 de junho de 2014 | Rafael Sawaya, Ivan Charoux                           |
| |                     |                                                       |
| |                     |                                                       |
| |                     |                                                       |
| 78 | 25 de junho de 2014 | Don Blanquito                                         |
| Estreia do quadro Instagram da plateia. Convidados do O Mestre Mandou: Diguinho Coruja, Alexandre Paim           |                     |                                                       |
| |                     |                                                       |
| |                     |                                                       |
| 79 | 26 de junho de 2014 | João Bosco & Vinícius                                 |
| Convidados do Rodada da Noite: Arianna Nutt, Fábio Rabin, Alexandre Porpetone                                    |                     |                                                       |
| |                     |                                                       |
| |                     |                                                       |
| 80 | 27 de junho de 2014 | Serginho Chulapa, Jones Rossi, Leonardo Mendes Júnior |
| |                     |                                                       |
| |                     |                                                       |
| |                     |                                                       |
| 81 | 30 de junho de 2014 | Rodrigo Capella                                       |
| |                     |                                                       |
| |                     |                                                       |
| |                     |                                                       |

### Julho
| N.º                                                                                          | Data de exibição    | Convidado(s)                                        |
| -------------------------------------------------------------------------------------------- | ------------------- | --------------------------------------------------- |
| 82                                                                                           | 1 de julho de 2014  | Simoni Renée                                        |
| Estreia do quadro Murilo no país da Copa.                                                    |                     |                                                     |
|                                                                                              |                     |                                                     |
|                                                                                              |                     |                                                     |
| 83                                                                                           | 2 de julho de 2014  | Rafael Carvalho, Jeffinho, Duca Pantaleão           |
| Convidados do Rodada da Noite: Jeffinho, Duca Pantaleão, Rafael Carvalho                     |                     |                                                     |
|                                                                                              |                     |                                                     |
|                                                                                              |                     |                                                     |
| 84                                                                                           | 3 de julho de 2014  | Daniel                                              |
| Convidado do O Mestre Mandou: Eduardo Barreto                                                |                     |                                                     |
|                                                                                              |                     |                                                     |
|                                                                                              |                     |                                                     |
| 85                                                                                           | 4 de julho de 2014  | José Alberto Lovetro, João Gualberto Costa, Onze:20 |
|                                                                                              |                     |                                                     |
|                                                                                              |                     |                                                     |
|                                                                                              |                     |                                                     |
| 86                                                                                           | 7 de julho de 2014  | Dejan Petković                                      |
| [ 76 ]                                                                                       |                     |                                                     |
|                                                                                              |                     |                                                     |
|                                                                                              |                     |                                                     |
| 87                                                                                           | 8 de julho de 2014  | Edmílson                                            |
|                                                                                              |                     |                                                     |
|                                                                                              |                     |                                                     |
|                                                                                              |                     |                                                     |
| 88                                                                                           | 9 de julho de 2014  | Diogo Portugal                                      |
| Estreia do quadro Copa do Crime.                                                             |                     |                                                     |
|                                                                                              |                     |                                                     |
|                                                                                              |                     |                                                     |
| 89                                                                                           | 10 de julho de 2014 | Celso Portiolli                                     |
| Convidados do Rodada da Noite: Flávia Boggio, Alexandre Paim, Gustavo Martins, Daniel Duncan |                     |                                                     |
|                                                                                              |                     |                                                     |
|                                                                                              |                     |                                                     |
| 90                                                                                           | 11 de julho de 2014 | Marcos & Belutti                                    |
|                                                                                              |                     |                                                     |
|                                                                                              |                     |                                                     |
|                                                                                              |                     |                                                     |
| 91                                                                                           | 14 de julho de 2014 | Mauro Beting, Mauro Cezar Pereira                   |
| Convidados do Rodada da Noite: Alexandre Porpetone, Osmar Campbell, Renato Tortorelli        |                     |                                                     |
|                                                                                              |                     |                                                     |
|                                                                                              |                     |                                                     |
| 92                                                                                           | 15 de julho de 2014 | Fabrício Carpinejar                                 |
| Season Finale da sitcom "RoomMates - Colegas de Apartamento".                                |                     |                                                     |
|                                                                                              |                     |                                                     |
|                                                                                              |                     |                                                     |
| 93                                                                                           | 16 de julho de 2014 | Scheila Carvalho, Sheila Mello                      |
| Convidados do O Mestre Mandou: Diguinho Coruja, Juliana Oliveira                             |                     |                                                     |
|                                                                                              |                     |                                                     |
|                                                                                              |                     |                                                     |
| 94                                                                                           | 17 de julho de 2014 | Marcelo de Nóbrega                                  |
| Convidados do Rodada da Noite: Márcio Américo, Rafael Marinho, Renato Albani                 |                     |                                                     |
|                                                                                              |                     |                                                     |
|                                                                                              |                     |                                                     |
| 95                                                                                           | 18 de julho de 2014 | Daniel Furlan, Juliano Enrico, Jair Oliveira        |
|                                                                                              |                     |                                                     |
|                                                                                              |                     |                                                     |
|                                                                                              |                     |                                                     |
| 96                                                                                           | 21 de julho de 2014 | Ami James                                           |
|                                                                                              |                     |                                                     |
|                                                                                              |                     |                                                     |
|                                                                                              |                     |                                                     |
| 97                                                                                           | 22 de julho de 2014 | Ivo Mozart, Juliano Barreto                         |
|                                                                                              |                     |                                                     |
|                                                                                              |                     |                                                     |
|                                                                                              |                     |                                                     |
| 98                                                                                           | 23 de julho de 2014 | MC Gui                                              |
| Convidado do O Mestre Mandou: Bacalhau                                                       |                     |                                                     |
|                                                                                              |                     |                                                     |
|                                                                                              |                     |                                                     |
| 99                                                                                           | 24 de julho de 2014 | Buddy Valastro                                      |
| Convidados do Rodada da Noite: Dinho Machado, LC Galetto, Santiago Mello                     |                     |                                                     |
|                                                                                              |                     |                                                     |
|                                                                                              |                     |                                                     |
| 100                                                                                          | 25 de julho de 2014 | Deco Neves, Lucas Stegmann, Julinho Bernardo        |
|                                                                                              |                     |                                                     |
|                                                                                              |                     |                                                     |
|                                                                                              |                     |                                                     |
| 101                                                                                          | 28 de julho de 2014 | Chris Claremont                                     |
| [ 80 ]                                                                                       |                     |                                                     |
|                                                                                              |                     |                                                     |
|                                                                                              |                     |                                                     |
| 102                                                                                          | 29 de julho de 2014 | OtarioAnonymous, Priscilla Alcântara                |
|                                                                                              |                     |                                                     |
|                                                                                              |                     |                                                     |
|                                                                                              |                     |                                                     |
| 103                                                                                          | 30 de julho de 2014 | Helen Ganzarolli                                    |
| [ 81 ]                                                                                       |                     |                                                     |
|                                                                                              |                     |                                                     |
|                                                                                              |                     |                                                     |
| 104                                                                                          | 31 de julho de 2014 | Richard Rasmussen                                   |
| Convidados do Rodada da Noite: André Santi, Fábio Lins, Kim Archetti                         |                     |                                                     |
|                                                                                              |                     |                                                     |
|                                                                                              |                     |                                                     |

### Agosto
| N.º                                                                         | Data de exibição     | Convidado(s)                                        |
| --------------------------------------------------------------------------- | -------------------- | --------------------------------------------------- |
| 105                                                                         | 1 de agosto de 2014  | Zéu Britto                                          |
|                                                                             |                      |                                                     |
|                                                                             |                      |                                                     |
|                                                                             |                      |                                                     |
| 106                                                                         | 4 de agosto de 2014  | Gilberto Barros                                     |
|                                                                             |                      |                                                     |
|                                                                             |                      |                                                     |
|                                                                             |                      |                                                     |
| 107                                                                         | 5 de agosto de 2014  | Vivi Seixas, Nil Agra                               |
|                                                                             |                      |                                                     |
|                                                                             |                      |                                                     |
|                                                                             |                      |                                                     |
| 108                                                                         | 6 de agosto de 2014  | Cafu                                                |
| Convidada do O Mestre Mandou: Mhel Marrer                                   |                      |                                                     |
|                                                                             |                      |                                                     |
|                                                                             |                      |                                                     |
| 109                                                                         | 7 de agosto de 2014  | MC Guimê                                            |
| Convidados do Rodada da Noite: Nando Viana, Paulinho Serra, Fábio Lima      |                      |                                                     |
|                                                                             |                      |                                                     |
|                                                                             |                      |                                                     |
| 110                                                                         | 8 de agosto de 2014  | Caju & Castanha                                     |
|                                                                             |                      |                                                     |
|                                                                             |                      |                                                     |
|                                                                             |                      |                                                     |
| 111                                                                         | 11 de agosto de 2014 | Alexandre Rossi                                     |
| [ 83 ]                                                                      |                      |                                                     |
|                                                                             |                      |                                                     |
|                                                                             |                      |                                                     |
| 112                                                                         | 12 de agosto de 2014 | Ronnie Von                                          |
|                                                                             |                      |                                                     |
|                                                                             |                      |                                                     |
|                                                                             |                      |                                                     |
| 113                                                                         | 13 de agosto de 2014 | Antônia Fontenelle                                  |
| Convidada do O Mestre Mandou: Marlei Cevada                                 |                      |                                                     |
|                                                                             |                      |                                                     |
|                                                                             |                      |                                                     |
| 114                                                                         | 14 de agosto de 2014 | Zezé Di Camargo & Luciano                           |
| [ 84 ]                                                                      |                      |                                                     |
|                                                                             |                      |                                                     |
|                                                                             |                      |                                                     |
| 115                                                                         | 15 de agosto de 2014 | As Meninas do Handebol                              |
|                                                                             |                      |                                                     |
|                                                                             |                      |                                                     |
|                                                                             |                      |                                                     |
| 116                                                                         | 18 de agosto de 2014 | Elenco do Esse Artista Sou Eu                       |
|                                                                             |                      |                                                     |
|                                                                             |                      |                                                     |
|                                                                             |                      |                                                     |
| 117                                                                         | 19 de agosto de 2014 | Diego Aranha; DJ Cinara                             |
|                                                                             |                      |                                                     |
|                                                                             |                      |                                                     |
|                                                                             |                      |                                                     |
| 118                                                                         | 20 de agosto de 2014 | Famke Janssen                                       |
|                                                                             |                      |                                                     |
|                                                                             |                      |                                                     |
|                                                                             |                      |                                                     |
| 119                                                                         | 21 de agosto de 2014 | Bruno e Marrone                                     |
| Convidados do Rodada da Noite: David Mansur, Osmar Campbell, Felipe Hamachi |                      |                                                     |
|                                                                             |                      |                                                     |
|                                                                             |                      |                                                     |
| 120                                                                         | 22 de agosto de 2014 | Uma Noite em Buenos Aires; Alexandre e Lucas Barros |
|                                                                             |                      |                                                     |
|                                                                             |                      |                                                     |
|                                                                             |                      |                                                     |
| 121                                                                         | 25 de agosto de 2014 | Syang                                               |
|                                                                             |                      |                                                     |
|                                                                             |                      |                                                     |
|                                                                             |                      |                                                     |
| 122                                                                         | 26 de agosto de 2014 | Grupo Kabum; Omara Portuondo                        |
|                                                                             |                      |                                                     |
|                                                                             |                      |                                                     |
|                                                                             |                      |                                                     |
| 123                                                                         | 27 de agosto de 2014 | Leão Lobo                                           |
| Convidado do O Mestre Mandou: Renato Tortorelli                             |                      |                                                     |
|                                                                             |                      |                                                     |
|                                                                             |                      |                                                     |
| 124                                                                         | 28 de agosto de 2014 | Paulinho Serra                                      |
| Convidados do Rodada Proibida: Bruno Motta, Marcela Leal, Gabi Cielci       |                      |                                                     |
|                                                                             |                      |                                                     |
|                                                                             |                      |                                                     |
| 125                                                                         | 29 de agosto de 2014 | La Fênix; Bruninho e Davi                           |
|                                                                             |                      |                                                     |
|                                                                             |                      |                                                     |
|                                                                             |                      |                                                     |

### Setembro
| N.º | Data de exibição       | Convidado(s)                   |
| --- | ---------------------- | ------------------------------ |
| 126 | 1 de setembro de 2014  | Daniela Albuquerque            |
| |                        |                                |
| |                        |                                |
| |                        |                                |
| 127 | 2 de setembro de 2014  | Celtic Woman; Mayra Dias Gomes |
| |                        |                                |
| |                        |                                |
| |                        |                                |
| 128 | 3 de setembro de 2014  | Gaby Amarantos                 |
| Convidada do O Mestre Mandou: Micheli Machado |                        |                                |
| |                        |                                |
| |                        |                                |
| 129 | 4 de setembro de 2014  | Falcão                         |
| Convidados do Rodada Proibida: Fabio Gueré, Robson Nunes, Lucas Moreira |                        |                                |
| |                        |                                |
| |                        |                                |
| 130 | 5 de setembro de 2014  | Ian Thomas                     |
| |                        |                                |
| |                        |                                |
| |                        |                                |
| 131 | 8 de setembro de 2014  | Carlinhos de Jesus             |
| [ 86 ] |                        |                                |
| |                        |                                |
| |                        |                                |
| 132 | 9 de setembro de 2014  | Ron Paul; Cymcolé              |
| [ 87 ] |                        |                                |
| |                        |                                |
| |                        |                                |
| 133 | 10 de setembro de 2014 | Randy Baldresca                |
| |                        |                                |
| |                        |                                |
| |                        |                                |
| 134 | 11 de setembro de 2014 | Politicamente Incorreto        |
| Nesse episódio, Danilo Gentili é entrevistado por Rachel Sheherazade, a entrevista é uma forma curiosa para Gentili promover no SBT sua nova série, Politicamente Incorreto, que estreia na FX. Ele e todos os personagens da série, estão caracterizados de seus personagens e interpretam eles na entrevista. |                        |                                |
| |                        |                                |
| |                        |                                |
| 135 | 12 de setembro de 2014 | Irmãos Cavalera                |
| |                        |                                |
| |                        |                                |
| |                        |                                |
| 136 | 15 de setembro de 2014 | Luciana Genro                  |
| |                        |                                |
| |                        |                                |
| |                        |                                |
| 137 | 16 de setembro de 2014 | Thomaz Bellucci, Maria Eugênia |
| |                        |                                |
| |                        |                                |
| |                        |                                |
| 138 | 17 de setembro de 2014 | César Filho                    |
| |                        |                                |
| |                        |                                |
| |                        |                                |
| 139 | 18 de setembro de 2014 | Mocinha de Passira             |
| |                        |                                |
| |                        |                                |
| |                        |                                |
| 140 | 19 de setembro de 2014 | Luiz França                    |
| |                        |                                |
| |                        |                                |
| |                        |                                |
| 141 | 22 de setembro de 2014 | Luciano Faccioli               |
| |                        |                                |
| |                        |                                |
| |                        |                                |
| 142 | 23 de setembro de 2014 | Levy Fidelix                   |
| |                        |                                |
| |                        |                                |
| |                        |                                |
| 143 | 24 de setembro de 2014 | Túlio Maravilha                |
| |                        |                                |
| |                        |                                |
| |                        |                                |
| 144 | 25 de setembro de 2014 | Matheus Ceará                  |
| |                        |                                |
| |                        |                                |
| |                        |                                |
| 145 | 26 de setembro de 2014 | Léo e Leite                    |
| |                        |                                |
| |                        |                                |
| |                        |                                |
| 146 | 29 de setembro de 2014 | Raul Gazolla                   |
| |                        |                                |
| |                        |                                |
| |                        |                                |
| 147 | 30 de setembro de 2014 | Bel Pesce                      |
| |                        |                                |
| |                        |                                |
| |                        |                                |

### Outubro
| N.º | Data de exibição      | Convidado(s)                                                    |
| --- | --------------------- | --------------------------------------------------------------- |
| 148 | 1 de outubro de 2014  | Bianca Jahara                                                   |
|     |                       |                                                                 |
|     |                       |                                                                 |
|     |                       |                                                                 |
| 149 | 2 de outubro de 2014  | Victor & Leo                                                    |
|     |                       |                                                                 |
|     |                       |                                                                 |
|     |                       |                                                                 |
| 150 | 3 de outubro de 2014  | Marcelo Tavares , Ricardo Lucarelli e Lucas Saatkamp            |
|     |                       |                                                                 |
|     |                       |                                                                 |
|     |                       |                                                                 |
| 151 | 6 de outubro de 2014  | Christian Chávez                                                |
|     |                       |                                                                 |
|     |                       |                                                                 |
|     |                       |                                                                 |
| 152 | 7 de outubro de 2014  | Heródoto Barbeiro , Vespas Mandarinas                           |
|     |                       |                                                                 |
|     |                       |                                                                 |
|     |                       |                                                                 |
| 153 | 8 de outubro de 2014  | Pitty                                                           |
|     |                       |                                                                 |
|     |                       |                                                                 |
|     |                       |                                                                 |
| 154 | 9 de outubro de 2014  | Jairo Bouer                                                     |
|     |                       |                                                                 |
|     |                       |                                                                 |
|     |                       |                                                                 |
| 155 | 10 de outubro de 2014 | Maísa Silva                                                     |
|     |                       |                                                                 |
|     |                       |                                                                 |
|     |                       |                                                                 |
| 156 | 13 de outubro de 2014 | Maria Alcina                                                    |
|     |                       |                                                                 |
|     |                       |                                                                 |
|     |                       |                                                                 |
| 157 | 14 de outubro de 2014 | Dudu Marote e Edu K , Jon Anderson                              |
|     |                       |                                                                 |
|     |                       |                                                                 |
|     |                       |                                                                 |
| 158 | 15 de outubro de 2014 | Isa Souza                                                       |
|     |                       |                                                                 |
|     |                       |                                                                 |
|     |                       |                                                                 |
| 159 | 16 de outubro de 2014 | Carlos Villagrán                                                |
|     |                       |                                                                 |
|     |                       |                                                                 |
|     |                       |                                                                 |
| 160 | 17 de outubro de 2014 | Ed Boon                                                         |
|     |                       |                                                                 |
|     |                       |                                                                 |
|     |                       |                                                                 |
| 161 | 20 de outubro de 2014 | Silvia Poppovic                                                 |
|     |                       |                                                                 |
|     |                       |                                                                 |
|     |                       |                                                                 |
| 162 | 21 de outubro de 2014 | Paulo Bonfá , Rominho Braga                                     |
|     |                       |                                                                 |
|     |                       |                                                                 |
|     |                       |                                                                 |
| 163 | 22 de outubro de 2014 | Paula Fernandes                                                 |
|     |                       |                                                                 |
|     |                       |                                                                 |
|     |                       |                                                                 |
| 164 | 23 de outubro de 2014 | Carlos Alberto de Nóbrega e Andréa de Nóbrega , Keké Isso na TV |
|     |                       |                                                                 |
|     |                       |                                                                 |
|     |                       |                                                                 |
| 165 | 24 de outubro de 2014 | Sandro Dias                                                     |
|     |                       |                                                                 |
|     |                       |                                                                 |
|     |                       |                                                                 |
| 166 | 25 de outubro de 2014 | Fábio de Melo                                                   |
|     |                       |                                                                 |
|     |                       |                                                                 |
|     |                       |                                                                 |
| 167 | 28 de outubro de 2014 | Carol Zoccoli , Richard Clayderman                              |
|     |                       |                                                                 |
|     |                       |                                                                 |
|     |                       |                                                                 |
| 168 | 29 de outubro de 2014 | Soraya Carioca e Brad Montana                                   |
|     |                       |                                                                 |
|     |                       |                                                                 |
|     |                       |                                                                 |
| 169 | 30 de outubro de 2014 | Valesca Popozuda                                                |
|     |                       |                                                                 |
|     |                       |                                                                 |
|     |                       |                                                                 |
| 170 | 31 de outubro de 2014 | Toninho do Diabo e Romeu Del Duque                              |
|     |                       |                                                                 |
|     |                       |                                                                 |
|     |                       |                                                                 |

### Novembro
| N.º | Data de exibição       | Convidado(s)                                |
| --- | ---------------------- | ------------------------------------------- |
| 171 | 3 de novembro de 2014  | Milionário & José Rico                      |
|     |                        |                                             |
|     |                        |                                             |
|     |                        |                                             |
| 172 | 4 de novembro de 2014  | Paulo Batista e Eduardo Bolsonaro ; MAGIC!  |
|     |                        |                                             |
|     |                        |                                             |
|     |                        |                                             |
| 173 | 5 de novembro de 2014  | Robson Nunes                                |
|     |                        |                                             |
|     |                        |                                             |
|     |                        |                                             |
| 174 | 6 de novembro de 2014  | Eliana                                      |
|     |                        |                                             |
|     |                        |                                             |
|     |                        |                                             |
| 175 | 10 de novembro de 2014 | José Augusto                                |
|     |                        |                                             |
|     |                        |                                             |
|     |                        |                                             |
| 176 | 11 de novembro de 2014 | Érikka ; Felipe Xavier                      |
|     |                        |                                             |
|     |                        |                                             |
|     |                        |                                             |
| 177 | 12 de novembro de 2014 | Neila Medeiros                              |
|     |                        |                                             |
|     |                        |                                             |
|     |                        |                                             |
| 178 | 13 de novembro de 2014 | Jason Derulo                                |
|     |                        |                                             |
|     |                        |                                             |
|     |                        |                                             |
| 179 | 14 de novembro de 2014 | Paul Zaloom                                 |
|     |                        |                                             |
|     |                        |                                             |
|     |                        |                                             |
| 180 | 17 de novembro de 2014 | Aloysio Nunes                               |
|     |                        |                                             |
|     |                        |                                             |
|     |                        |                                             |
| 181 | 18 de novembro de 2014 | Carlos Bertolazzi ; Hellen Caroline         |
|     |                        |                                             |
|     |                        |                                             |
|     |                        |                                             |
| 182 | 19 de novembro de 2014 | Evair                                       |
|     |                        |                                             |
|     |                        |                                             |
|     |                        |                                             |
| 183 | 20 de novembro de 2014 | Roupa Nova                                  |
|     |                        |                                             |
|     |                        |                                             |
|     |                        |                                             |
| 184 | 21 de novembro de 2014 | Takumi Tsutsui                              |
|     |                        |                                             |
|     |                        |                                             |
|     |                        |                                             |
| 185 | 24 de novembro de 2014 | Roberto Leal , Equipe de Criação Visual SBT |
|     |                        |                                             |
|     |                        |                                             |
|     |                        |                                             |
| 186 | 25 de novembro de 2014 | Reinaldo Azevedo ; Igor Guimarães           |
|     |                        |                                             |
|     |                        |                                             |
|     |                        |                                             |
| 187 | 26 de novembro de 2014 | Adriane Galisteu                            |
|     |                        |                                             |
|     |                        |                                             |
|     |                        |                                             |
| 188 | 27 de novembro de 2014 | Eduardo Costa                               |
|     |                        |                                             |
|     |                        |                                             |
|     |                        |                                             |
| 189 | 28 de novembro de 2014 | Ja Rule                                     |
|     |                        |                                             |
|     |                        |                                             |
|     |                        |                                             |

### Dezembro
| N.º | Data de exibição       | Convidado(s)                                                        |
| --- | ---------------------- | ------------------------------------------------------------------- |
| 190 | 1 de dezembro de 2014  | Felipe Folgosi ; Tarso Araújo e Raphael Erichsen ; Musical Rei Leão |
|     |                        |                                                                     |
|     |                        |                                                                     |
|     |                        |                                                                     |
| 191 | 2 de dezembro de 2014  | Wendel Bezerra e Erico Borgo                                        |
|     |                        |                                                                     |
|     |                        |                                                                     |
|     |                        |                                                                     |
| 192 | 3 de dezembro de 2014  | Solange Frazão                                                      |
|     |                        |                                                                     |
|     |                        |                                                                     |
|     |                        |                                                                     |
| 193 | 4 de dezembro de 2014  | Ivete Sangalo                                                       |
|     |                        |                                                                     |
|     |                        |                                                                     |
|     |                        |                                                                     |
| 194 | 5 de dezembro de 2014  | Sean Astin ; Edgar Vivar                                            |
|     |                        |                                                                     |
|     |                        |                                                                     |
|     |                        |                                                                     |
| 195 | 8 de dezembro de 2014  | Cao Hamburger ; Daphne Bozaski                                      |
|     |                        |                                                                     |
|     |                        |                                                                     |
|     |                        |                                                                     |
| 196 | 9 de dezembro de 2014  | Brad Dourif ; Marcela Leal                                          |
|     |                        |                                                                     |
|     |                        |                                                                     |
|     |                        |                                                                     |
| 197 | 10 de dezembro de 2014 | Lola Melnick                                                        |
|     |                        |                                                                     |
|     |                        |                                                                     |
|     |                        |                                                                     |
| 198 | 11 de dezembro de 2014 | Café com Bobagem                                                    |
|     |                        |                                                                     |
|     |                        |                                                                     |
|     |                        |                                                                     |
| 199 | 12 de dezembro de 2014 | David Brevik                                                        |
|     |                        |                                                                     |
|     |                        |                                                                     |
|     |                        |                                                                     |
| 200 | 15 de dezembro de 2014 | Rosane Malta                                                        |
|     |                        |                                                                     |
|     |                        |                                                                     |
|     |                        |                                                                     |
| 201 | 16 de dezembro de 2014 | Gregório Duvivier ; Gigante Léo                                     |
|     |                        |                                                                     |
|     |                        |                                                                     |
|     |                        |                                                                     |
| 202 | 17 de dezembro de 2014 | Fabricio Werdum                                                     |
|     |                        |                                                                     |
|     |                        |                                                                     |
|     |                        |                                                                     |
| 203 | 18 de dezembro de 2014 | Patrick Maia                                                        |
|     |                        |                                                                     |
|     |                        |                                                                     |
|     |                        |                                                                     |
| 204 | 19 de dezembro de 2014 | Mônica e Magali                                                     |
|     |                        |                                                                     |
|     |                        |                                                                     |
|     |                        |                                                                     |
| 205 | 22 de dezembro de 2014 | Sérgio Mallandro ; Monja Coen                                       |
|     |                        |                                                                     |
|     |                        |                                                                     |
|     |                        |                                                                     |
| 206 | 23 de dezembro de 2014 | Taumaturgo Ferreira                                                 |
|     |                        |                                                                     |
|     |                        |                                                                     |
|     |                        |                                                                     |
| 207 | 24 de dezembro de 2014 | Líderes Cristãos                                                    |
|     |                        |                                                                     |
|     |                        |                                                                     |
|     |                        |                                                                     |
| 208 | 25 de dezembro de 2014 | Thalles Roberto                                                     |
|     |                        |                                                                     |
|     |                        |                                                                     |
|     |                        |                                                                     |
| 209 | 26 de dezembro de 2014 | Projota ; Sidney Gusman e Danilo Beyruth                            |
|     |                        |                                                                     |
|     |                        |                                                                     |
|     |                        |                                                                     |
| 210 | 29 de dezembro de 2014 | Rodrigo Rodrigues                                                   |
|     |                        |                                                                     |
|     |                        |                                                                     |
|     |                        |                                                                     |
| 211 | 30 de dezembro de 2014 | Chester Williams ; Bruno Motta                                      |
|     |                        |                                                                     |
|     |                        |                                                                     |
|     |                        |                                                                     |
| 212 | 31 de dezembro de 2014 | Especial Ano-Novo                                                   |
|     |                        |                                                                     |
|     |                        |                                                                     |
|     |                        |                                                                     |

## 2015

### Janeiro
| N.º | Data de exibição     | Convidado(s)                    |
| --- | -------------------- | ------------------------------- |
| 213 | 1 de janeiro de 2015 | Roberto Manzoni ; Daniel Duncan |
|     |                      |                                 |
|     |                      |                                 |
|     |                      |                                 |
| 214 | 2 de janeiro de 2015 | Paula Pires                     |
|     |                      |                                 |
|     |                      |                                 |
|     |                      |                                 |